# Anna Shpakova
 (janvier 2024).
La mise en forme du texte ne suit pas les recommandations de Wikipédia : il faut le « wikifier ».
Les points d'amélioration suivants sont les cas les plus fréquents. Le détail des points à revoir est peut-être précisé sur la page de discussion.
- Les titres sont pré-formatés par le logiciel. Ils ne sont ni en capitales, ni en gras.
- Le texte ne doit pas être écrit en capitales (les noms de famille non plus), ni en gras, ni en italique, ni en « petit »…
- Le gras n'est utilisé que pour surligner le titre de l'article dans l'introduction, une seule fois.
- L'italique est rarement utilisé : mots en langue étrangère, titres d'œuvres, noms de bateaux, etc.
- Les citations ne sont pas en italique mais en corps de texte normal. Elles sont entourées par des guillemets français : « et ».
- Les listes à puces sont à éviter, des paragraphes rédigés étant largement préférés. Les tableaux sont à réserver à la présentation de données structurées (résultats, etc.).
- Les appels de note de bas de page (petits chiffres en exposant, introduits par l'outil «  Source ») sont à placer entre la fin de phrase et le point final[comme ça].
- Les liens internes (vers d'autres articles de Wikipédia) sont à choisir avec parcimonie. Créez des liens vers des articles approfondissant le sujet. Les termes génériques sans rapport avec le sujet sont à éviter, ainsi que les répétitions de liens vers un même terme.
- Les liens externes sont à placer uniquement dans une section « Liens externes », à la fin de l'article. Ces liens sont à choisir avec parcimonie suivant les règles définies. Si un lien sert de source à l'article, son insertion dans le texte est à faire par les notes de bas de page.
- La présentation des références doit suivre les conventions bibliographiques. Il est recommandé d'utiliser les modèles {{Ouvrage}}, {{Chapitre}}, {{Article}}, {{Lien web}} et/ou {{Bibliographie}}. Le mode d'édition visuel peut mettre en forme automatiquement les références.
- Insérer une infobox (cadre d'informations à droite) n'est pas obligatoire pour parachever la mise en page.

Pour une aide détaillée, merci de consulter Aide:Wikification.
Si vous pensez que ces points ont été résolus, vous pouvez retirer ce bandeau et améliorer la mise en forme d'un autre article.
 (janvier 2024).
Anna Shpakova (en russe : Анна Николаевна Шпакова), née en 1974 est une journaliste, productrice culturel, directrice de la photographie, commissaire d'expositions, éducatrice d'origine biélorusse ayant étudié et vécu en Russie. Elle est spécialisée dans les arts visuels, photographiques et audiovisuels.

## Biographie
Anna Shpakova a obtenu un doctorat en psychologie à l'université d'État Lomonossov de Moscou.
Directrice de la photographie pour des magazines russes tels que Aficha, Ogoniok, Snob et Moscow News, ainsi que pour l'agence RIA Novosti jusqu'en 2014, Anna Shpakova collabore également avec des titres internationaux renommés tels que Le Monde la revue Kometa, ainsi que les chaînes de télévision Sky News, CNN, et France 24.
Spécialiste de la photographie, elle exerce en tant que commissaire pour de nombreuses rencontres internationales, notamment au Photoquai du musée du Quai Branly, aux Rencontres d'Arles, au prix Bayeux Calvados-Normandie des correspondants de guerre, à PHotoEspaña, au en:WARM Festival de Sarajevo, au Berlin Fotofestival, au Tbilisi Photo Festival, à la Biennale de Moscou, et au Maison moscovite de la photographie.
Anna Shpakova est membre du jury du prestigieux World Press Photo et enseigne en tant que professeur à l'école d'art Rodchenko, étant également la fondatrice du département de photographie de la British Higher School of Art and Design.
Reconnue comme l'une des principales spécialistes de la photographie soviétique, elle a activement contribué à une étude approfondie de la photographie émergente dans les pays de l'ex-URSS.
Auteure de plusieurs ouvrages notables, dont Grozny : 9 Cities, Sergei Eisenstein & Grigory Alexandrov, et Prafota, consacré à la nouvelle photographie biélorusse, Anna Shpakova s'investit également dans la réalisation de films documentaires comme Grozny : 9 Cities, 1968.Digital (en collaboration avec Libération et l'INA), et La dynastie Morozov ou l'art à la folie (en partenariat avec France Télévisions).

## Expositions
1. Musée Branly : Photoquai 2011. (Commissaire de la Russie et de la CEI)[2],[3],[4]
2. “Grozny : neuf villes”
  1. Berlin Fotofestival (2013)« Grozny: Nine Cities », Berlin Fotofestival'13, Browse,‎ 2013 (lire en ligne, consulté le 23 janvier 2024)
  2. Festival WARM de Sarajevo (2014)[5]
  3. Prix Bayeux-Calvados des correspondants de guerre (2014)[6]
  4. Festival Foto Istanbul (2014)[7]
  5. Rencontres d’Arles de la Photographie (2018)[8]
3. “See You In My Dreams!”,Musée de la photographie et du multimédia, Tbilissi(2017)[9]
4. “Across The Mountains : The South Caucasus Photography” (2019)[10]
5. Prix Bayeux-Calvados des correspondants de guerre : ‘UKRAINE 2022’[11] :

## Livres
1. Grozny : Nine Cities (Dewi Lewis Publishing, Royaume-Uni, 2018). Lien vers le livre
2. Grozny : neuf villes (Filigranes Edition, France, 2018). Lien vers le livre
3. Vnukovsky Archives. Sergei Eisenstein, Grigory Alexandrov, 1929-1932 (Art House Editions, 2015 - 2021), en 10 volumes[12].
4. Emerging Belarusian Photography (Prafota, 2015). Lien vers le livre

## Filmographie
- La dynastie Morozov ou la folie des arts. France Télévisions (2020-2021). Lien vers l'émission
- Série TV 1968. Digital. Le studio d'histoire libre (2017-2018)[13],[14].
- Web-documentaire Grozny : neuf villes (2012-2014) Lien vers le documentaire
- Une femme sur trois. Alexander Vasukovich, Daria Tsarik, Anna Shpakova (2017). Lien vers le documentaire

## Récompenses
- Luma Rencontres Dummy Book Award Arles (2017)[15]
- Cinema Perpetuum Mobile (2017)[16]
- Prix Bayeux Calvados-Normandie des Correspondants de Guerre (2014)[17]
- Picture of the Year International (2014)[18]